# Sant Cebrià de Rosselló (església)
L'església parroquial de Sant Cebrià de Rosselló es troba en el poble de Sant Cebrià de Rosselló, a la comarca del Rosselló, a la Catalunya Nord.
Es troba al nord del que fou nucli antic de Sant Cebrià, possiblement fora murs. Actualment en depèn l'església de Sant Cebrià de la Platja.
L'església fou del tot refeta el segle xviii, però es conserven vestigis de la primitiva construcció romànica, al costat de migdia (on hi ha una porta romànica tapiada) i al de ponent.